# Jiang Yan
Jiang Yan (* 10. Januar 1989 in Qingdao) ist eine chinesische Ruderin.

## Sportliche Karriere
Jiang Yan belegte 2010 im chinesischen Doppelvierer zusammen mit Wang Min, Zhang Min und Cao Ting den vierten Platz beim Weltcup in Bled. Beim Weltcup in München belegte sie mit Zhang Min, Cao Ting und Jin Ziwei den dritten Platz hinter den Booten aus Deutschland und Großbritannien. Beim dritten Weltcup in Luzern belegte sie zusammen mit Zhang Min den achten Platz im Doppelzweier. Anschließend wechselte sie wieder in den Doppelvierer und gewann das B-Finale bei den Weltmeisterschaften mit Zhang Min, Wang Lei und Jin Ziwei, was in der Endabrechnung Platz sieben bedeutete. 2011 startete sie mit Duan Jingli im Doppelzweier bei den Weltmeisterschaften in Bled. Die beiden schlossen den Wettbewerb auf dem achten Platz ab. Ein Jahr später startete Jiang Yan zusammen mit Li Rong bei dem Weltcup in Belgrad, wo sie den fünften Platz belegten, gefolgt von einem sechsten Platz bei dem Weltcup in Luzern.
Nach einer längeren Pause startete sie im Einer beim Weltcup in Sydney, wo sie den fünften Platz belegte. Beim Weltcup auf dem Lac d’Aiguebelette in Savoyen (Frankreich) belegte Jiang Yan zusammen mit Lyu Yang den achten Platz im Doppelzweier. Bei den Weltmeisterschaften 2014 in Amsterdam gewann sie mit Shen Xiaoxing, Lyu Yang und Zhang Xinyue im chinesischen Doppelvierer die Silbermedaille hinter der deutschen Crew. In der gleichen Besetzung gewannen sie bei der Weltmeisterschaft 2015 das B-Finale, was am Ende Platz sieben bedeutete. Bei den Asienmeisterschaften 2015 in Peking gewannen die vier die Goldmedaille vor den Booten aus Kasachstan und Indonesien.
2016 in Luzern siegten Zhang Ling, Jiang Yan, Wang Yuwei und Zhang Xinyue im Doppelvierer bei der Qualifikationsregatta für die Olympischen Spiele in Rio de Janeiro. Bei der Olympischen Regatta waren sieben Boote am Start, die Chinesinnen erreichten über den Hoffnungslauf das Finale. Im Finale belegten sie den sechsten Platz. Ein Jahr später belegte der chinesische Doppelvierer in der Besetzung Jiang Yan, Li Jingjing, Zhang Ling und Zhang Xinyue den siebten Platz bei den Weltmeisterschaften 2017, indem sie das B-Finale gewannen.
Jiang Yan erreichte mit Li Jingjing im Doppelzweier 2018 den zehnten Platz beim Weltcup in Luzern. Bei den Weltmeisterschaften in Plowdiw trat sie zusammen mit Chen Yunxia im Doppelzweier an und belegte den neunten Platz. Zum Abschluss der Saison gewann sie mit Li Jingjing die Goldmedaille bei den Asienspielen im Doppelzweier vor Südkorea und Iran.
Zum Weltcup-Auftakt 2019 wechselte sie in den Einer und belegte in Plowdiw den zweiten Platz hinter Lisa Scheenaard. Nach einem elften Platz beim Weltcup in Posen, gewann sie bei den Weltmeisterschaften in Linz-Ottensheim das B-Finale und belegte damit den siebten Platz. Bei den Olympischen Spielen in Tokio erreichte sie den sechsten Platz.

## Internationale Erfolge
- 2010: 7. Platz Weltmeisterschaften im Doppelvierer
- 2011: 8. Platz Weltmeisterschaften im Doppelzweier
- 2014: Silbermedaille Weltmeisterschaften im Doppelvierer
- 2015: 7. Platz Weltmeisterschaften im Doppelvierer
- 2015: Goldmedaille Asienmeisterschaften im Doppelvierer
- 2016: 6. Platz Olympische Spiele 2016 im Doppelvierer
- 2017: 7. Platz Weltmeisterschaften im Doppelvierer
- 2018: 9. Platz Weltmeisterschaften im Doppelzweier
- 2018: Goldmedaille Asienspiele Einer
- 2019: 7. Platz Weltmeisterschaften im Einer
- 2021: 6. Platz Olympische Spiele 2020 im Einer